# Minyanthura firingae
Minyanthura firingae är en kräftdjursart som beskrevs av Müller 1990. Minyanthura firingae ingår i släktet Minyanthura och familjen Expanathuridae. Inga underarter finns listade i Catalogue of Life.